# Eleocharis dregeana
Eleocharis dregeana är en halvgräsart som beskrevs av Ernst Gottlieb von Steudel. Eleocharis dregeana ingår i släktet småsäv, och familjen halvgräs. Inga underarter finns listade i Catalogue of Life.